# Cloniophorus glabripennis
Cloniophorus glabripennis är en skalbaggsart som beskrevs av Louis Burgeon 1931. Cloniophorus glabripennis ingår i släktet Cloniophorus och familjen långhorningar. Inga underarter finns listade i Catalogue of Life.